# Richard William Church
Pour les articles homonymes, voir Church.
Richard William Church (25 avril 1815 - 6 décembre 1890) est un ecclésiastique et écrivain britannique, connu plus tard sous le nom de Dean Church. Il est un ami proche de John Henry Newman et allié au mouvement tractarien. Plus tard, il quitte la vie universitaire d'Oxford pour occuper une place importante dans l'Église d'Angleterre.

## Biographie
Richard William est l'aîné des trois fils de John Dearman Church, un marchand de vin, et de son épouse Bromley Caroline Metzener (décédée en 1845). Son grand-père Matthew Church, un marchand de Cork, et sa femme sont quakers, et John n'est baptisé dans l'Église d'Angleterre qu'après son mariage en 1814. Son oncle, le général Richard Church (1784–1873), est célèbre en tant que libérateur de la Grèce.
La famille s'installe à Florence en 1818. Après la mort de son père en 1828, sa mère s'installe à Bath et il est envoyé dans une école évangélique stricte à Redland, Bristol. Il est admis en 1832 au Wadham College d'Oxford et obtient les honneurs de première classe en 1836. Sa mère, quant à elle, s'est remariée avec Thomas Crokat, un veuf anglais de Livourne.
En 1838, Church est élu membre du Oriel College. L'un de ses contemporains, Richard Mitchell, commente son élection : « Il y a une telle beauté morale chez Church qu'ils ne pouvaient s'empêcher de le prendre. » . Il est nommé précepteur d'Oriel en 1839 et ordonné la même année. Il est un ami proche de John Henry Newman à cette époque et allié au mouvement tractarien. En 1841, le numéro 90 des Tracts for the Times parait et Church démissionne de son poste de tuteur.
De 1844 à 1845, Church est procureur junior et, à ce titre et de concert avec son collègue principal, il oppose son veto à une proposition visant à censurer publiquement les Tracts. En 1846, avec d'autres, il fonde le journal The Guardian et est l'un des premiers contributeurs de The Saturday Review. En 1850, il se fiance avec H.F. Bennett, d'une famille du Somerset, nièce de George Moberly (en), évêque de Salisbury. Après avoir de nouveau été tuteur d'Oriel, il accepte en 1858 le petit bénéfice ecclésiastique de Whatley dans le Somerset près de Frome et se marie l'année suivante.

## Doyen de Saint-Paul

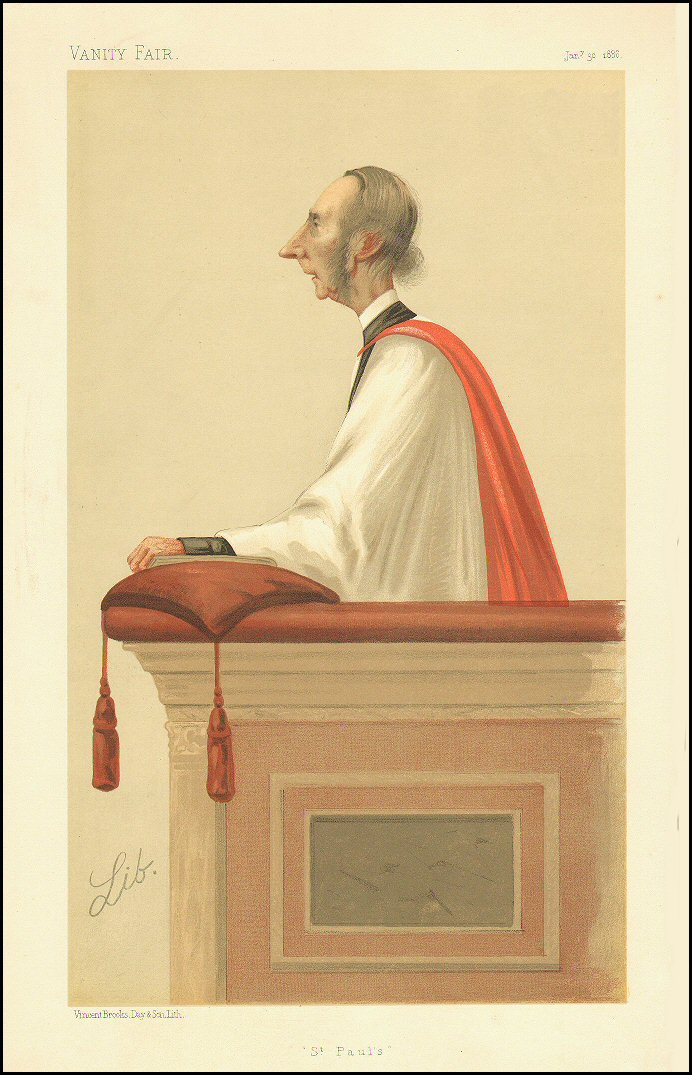
"Saint-Paul". Caricature de Lib publiée dans Vanity Fair en 1886.

En 1869, Church refuse un canonicat à Worcester, mais en 1871 accepte à contrecœur (le qualifiant de « sacrifice en pure perte »), le doyenné de St Paul, auquel il est nommé par Gladstone. 
L'Église a l'intention, par sa nomination, de « réveiller Saint-Paul de son long sommeil ». La première année qu'il y passe, écrit un de ses amis, est une année de « misère » pour un homme qui aimait les études et détestait le faste et les affaires. Mais il travaille avec tact. Bien que de stature peu impressionnante et monotone, il a une forte influence. C'est un homme de la Haute Église, mais d'un type rationnel et enthousiaste pour la liberté religieuse. Il dit de l'Église d'Angleterre qu'il n'y a « pas d'Église plus glorieuse dans la chrétienté que cette Église anglaise incohérente ». Il est considéré en 1882 comme un successeur possible de l'archevêque Tait, mais sa santé l'écarte. Alors qu'il est doyen de Saint-Paul, il est patron de la Ligue Saint-Martin des facteurs.

## Mort
En 1888, le fils unique de Church, Frederick John Church (1854-1888), décède. Par la suite, sa santé décline. Il apparaît pour la dernière fois en public aux funérailles de Henry Parry Liddon le 9 septembre 1890, mourant le 9 décembre de la même année, à Douvres. Il est enterré à Whatley.

## Travaux
Les principales œuvres publiées du doyen sont une Vie de saint Anselme (1870), des vies de Spenser (1879) et de Bacon (1884) dans la série « Men of Letters » de Macmillan, Dante: an Essay (1878), Le mouvement d'Oxford (1891) et de nombreux autres volumes d'essais et de sermons. Son Dante: an Essay comprend une version anglaise du De monarchia de Dante, traduite par son fils Frédérick.
Un recueil d'articles journalistiques de Church est publié en 1897 sous le titre Occasional Papers .  Son style est lucide mais austère. Il a déclaré qu'il n'avait jamais étudié le style en tant que tel, mais l'avait acquis par l'exercice de la traduction à partir de langues classiques, et qu'il prenait soin de son choix de verbes plutôt que de son utilisation d'adjectifs. 